# Frei.Wild
Frei.Wild (слово Freiwild переводится с немецкого как «дичь» или, в переносном смысле, «человек, объявленный вне закона») — итальянская рок-группа из Бриксена, Италия. Её участники принадлежат к немецкоговорящему населению Южного Тироля и большинство их песен написаны на немецком языке.

## История
Группа была образована Филиппом Бургером (вокал, гитара) и Йонасом Нотдурфтером (гитара) в сентябре 2001 года. Чуть позже к группе присоединились Йохен Гаргиттер (бас-гитара) и Кристиан Форер (ударные). На первых порах группа пыталась подражать другим командам, исполняющим песни на немецком языке, таким как Böhse Onkelz и Rammstein. В 2002 году вышел их первый альбом Eines Tages, за ним, в 2003 году последовал Wo die Sonne wieder lacht. Третий альбом Mensch oder Gott команда выпустила в 2004 году. После этого группа сменила издающий лейбл и в 2006 году вышел четвёртый альбом Mitten ins Herz. В 2007 году появилось на свет первое концертное DVD Mitten ins Herz, а в 2008 году — пятый студийный альбом Gegen alles, gegen nichts. В 2009 году группа издала альбом Hart am Wind на только что созданном рекорд-лейбле Rookies & Kings.
В 2010 году вышел альбом Gegengift, который достиг второй строчки чарта в Германия и позволил группе завоевать награду как «Лучшая Рок/Альтернативная группа» на 2011 Echo Awards. В 2012 их очередной альбом Feinde deiner Feinde снова поднялся на вторую строчку немецких музыкальных чартов и был номинирован на крупнейшую немецкую музыкальную премию Echo Awards. Правда, перед вручением премии, проходившей 21 марта 2013 года в Берлине, группу вычеркнули из списка номинантов (из-за текстов песен, показавшихся организаторам, слишком ультраправой направленности). В мае 2013 года «золотое издание» альбома Feinde deiner Feinde достигло первого места в немецких музыкальных чартах.
Год спустя на Echo Awards 2014 группу допустили к участию в той же номинации "Rock/Alternative National". Незадолго до проведения конкурса участники Frei.Wild заявили о том, что без получения извинений от организаторов за прошлогодний отказ они не станут принимать участие в мероприятии. На конкурсе команда рассматривалась в качестве претендента, но не получила приз в своей номинации. Награда 2014 г. досталась Sportfreunde Stiller.
В 2015 году вышел альбом "Opposition". Очередное детище группы снова достигает высоких позиций в немецких чартах. Тогда же выходит и "Opposition.X-treme Edition". В 2016 году на музыкальной премии "Echo Awards" альбом " Opposition" победил в номинации "Rock/Alternative National", обойдя такие коллективы, как Saltatio Mortis, Avantasia, Lindemann, Wirtz. Награды в этой номинации вручал Александр Вессельски, фронтмен группы Eisbrecher.
В 2016 году коллектив отметил свой пятнадцатилетний юбилей. Вышел альбом "15 Jahre Deutschrock & SKAndale". В очередной раз Frei.Wild со своим новым альбомом были номинированы на вручение премии "Echo Awards" в номинации "Rock/Alternative National", но в этот раз победа ушла к австрийскому коллективу Broilers. Также вышли клипы "15 Jahre", "Yeah, yeah, yeah (Darf ich bitten Lady?)".
8 сентября 2017 года на официальной странице группы в Facebook была опубликована информация, касающаяся нового альбома "Rivalen und Rebellen" (Соперники и бунтари). 15 сентября того же года начался тур в поддержку нового альбома.27 сентября вышел одноименный сингл.
Дата выхода альбома-16 мартa 2018.
4 мая 2019 года группа выступила в Москве, впервые посетив Россию.

## Критика
Группа часто ассоциируется с праворадикалами, несмотря на то, что участники группы отрицают все формы политического экстремизма в своих песнях и интервью. Поводом к этому послужило то, что вокалист группы, Филипп Бургер, до основания Frei.Wild был участником неонацистской группы Kaiserjäger. Бургер объяснил это своей юношеской глупостью и склонностью к бунтарству. В 2008 году он был несколько месяцев связан с ультраправой партией Die Freiheitlichen, хотя он отрицает тот факт, что официально был членом этой партии.
Так же, тексты их песен, например Südtirol (Южный Тироль) и Wahre Werte (Истинные Ценности) очень критикуют за поощрение национализма.

## Состав
- Philipp Burger (вокал, гитара)
- Jonas Notdurfter (гитара)
- Jochen Gargitter (бас-гитара)
- Christian Fohrer (ударные)

## Дискография

### Студийные альбомы
2002 — Eines Tages (Razorwire Records; 2006: Asphalt Records; 2009: Rookies & Kings)

2003 — Wo die Sonne wieder lacht (Razorwire Records; 2010: Rookies & Kings)

2004 — Mensch oder Gott (Razorwire Records; 2010: Rookies & Kings)

2006 — Mitten ins Herz (Asphalt Records, limitált kiadás bónusz DVD-vel; 2009: Rookies & Kings — a DVD nélkül)

2008 — Gegen alles, gegen nichts (Asphalt Records; 2009: Rookies & Kings)

2009 — Hart am Wind (Rookies & Kings)

2010 — Gegengift (Rookies & Kings)

2012 — Feinde deiner Feinde (Rookies & Kings)

2013 — Still (Rookies & Kings)

2015 — Opposition (Rookies & Kings)

2016 — 15 Jahre Deutschrock & SKAndale (Rookies & Kings)

2018 — Rivalen und Rebellen (Rookies & Kings)

2019 — Unsere Lieblingslieder (Rookies & Kings)

2019 — Still II (Rookies & Kings)

2020 — Corona Quarantäne Tape (Rookies & Kings)

2020 — Corona Tape II (Rookies & Kings)

### Синглы
2009 — Das Land der Vollidioten

2010 — Sieger stehen da auf, wo Verlierer liegen bleiben

2010 — Dieses Jahr holen wir uns den Pokal

2010 — Allein nach vorne

2011 — Weil du mich nur verarscht hast

2012 — Feinde deiner Feinde

2012 — Tot und doch am Leben

2012 — Mach dich auf

2012 — Wer nichts weiß, wird alles glauben

2012 — Zieh mit den Göttern

2012 — Unendliches Leben

2013 — Verdammte Welt

2013 — Stille Nacht

2014 — Wir brechen eure Seelen

2015 — Unvergessen, unvergänglich, lebenslänglich

2015 — Wie ein schützender Engel

### Концертные альбомы
2007 — Von nah und fern

2011 — Händemeer

2012 — Die Welt brennt - Live in Stuttgart

2014 — Auf stiller Fahrt

2014 — Live in Frankfurt: Unfassbar, unvergleichbar, unvergesslich

2016 — 15 Jahre mit Liebe, Stolz & Leidenschaft

### Видеоклипы
2003 — Südtirol

2006 — Der Aufrechte Weg

2006 — Schwarz und Weiß

2008 — Halt Deine Schnauze

2009 — Das Land der Vollidioten

2010 — Dieses Jahr holen wir uns den Pokal

2010 — Rückgrat und Moral

2010 — Allein nach vorne

2010 — Nicht dein Tag

2011 — Wahre Werte

2011 — Was wir machen (совместно с Serum 114)

2011 — Weil Du mich nur verarscht hast

2011 — Wir sagen Danke für all die ganzen Jahre

2012 — Feinde deiner Feinde

2012 — Mach dich auf

2012 — Unendliches Leben

2013 — Sie hot dir a poor in Orsch gschtoaßen

2013 — She Kicked You Out Of Her Life

2013 — Coup de pied au cul

2013 — Schlagzeile groß — Hirn zu klein

2013 — Wer weniger schläft, ist länger wach

2013 — Verdammte Welt

2013 — Lügen und nette Märchen

2013 — Stille Nacht

2014 — Zeig große Eier und ihnen den Arsch

2014 — Wir brechen eure Seelen

2015 — Unvergessen, unvergänglich, lebenslänglich

2015 — Die Band, die Wahrheit bringt

2015 — Hab keine Angst

2015 — Wie ein schützender Engel

2015 — LUAA - Rock 'N' Opposition

2015 — Lass dich gehen

2015 — Fühlen mit dem Herzen, sehen mit den Augen

2016 — Unrecht bleibt Unrecht

2016 — 15 Jahre

2016 — Allein, ohne Dich, bei Dir

2015 — Zusammen und vereint

2016 — Yeah Yeah Yeah (Darf ich bitten Lady?)